# Pays-de-Montbenoît
Pays-de-Montbenoît ist eine französische Gemeinde mit 1914 Einwohnern (Stand: 1. Januar 2022) im Département Doubs in der Region Bourgogne-Franche-Comté. Sie gehört zum Arrondissement Pontarlier und ist Verwaltungssitz des Gemeindeverbands Communauté de communes entre Doubs et Loue.
Die Gemeinde ist Hauptort der Mikronation Freie Republik Saugeais (République du Saugeais).
Sie entstand mit Wirkung vom 1. Januar 2025 als Commune nouvelle durch Zusammenlegung der bis dahin selbstständigen Gemeinden Montbenoît, Hauterive-la-Fresse, La Longeville, Montflovin und Ville-du-Pont, die fortan den Status als Communes déléguées besitzen. Der Verwaltungssitz befindet sich in Montbenoît.

## Gemeindegliederung
| Commune déléguée             | Ehemaliger INSEE-Code | PLZ   | Fläche (km²) | Einwohnerzahl (2022) |
| ---------------------------- | --------------------- | ----- | ------------ | -------------------- |
| Montbenoît (Verwaltungssitz) | 25390                 | 25650 | 05,03        | 399                  |
| Hauterive-la-Fresse          | 25303                 | 25650 | 07,46        | 227                  |
| La Longeville                | 25347                 | 25650 | 15,66        | 844                  |
| Montflovin                   | 25398                 | 25650 | 03,35        | 118                  |
| Ville-du-Pont                | 25620                 | 25650 | 15,02        | 326                  |

## Geografie

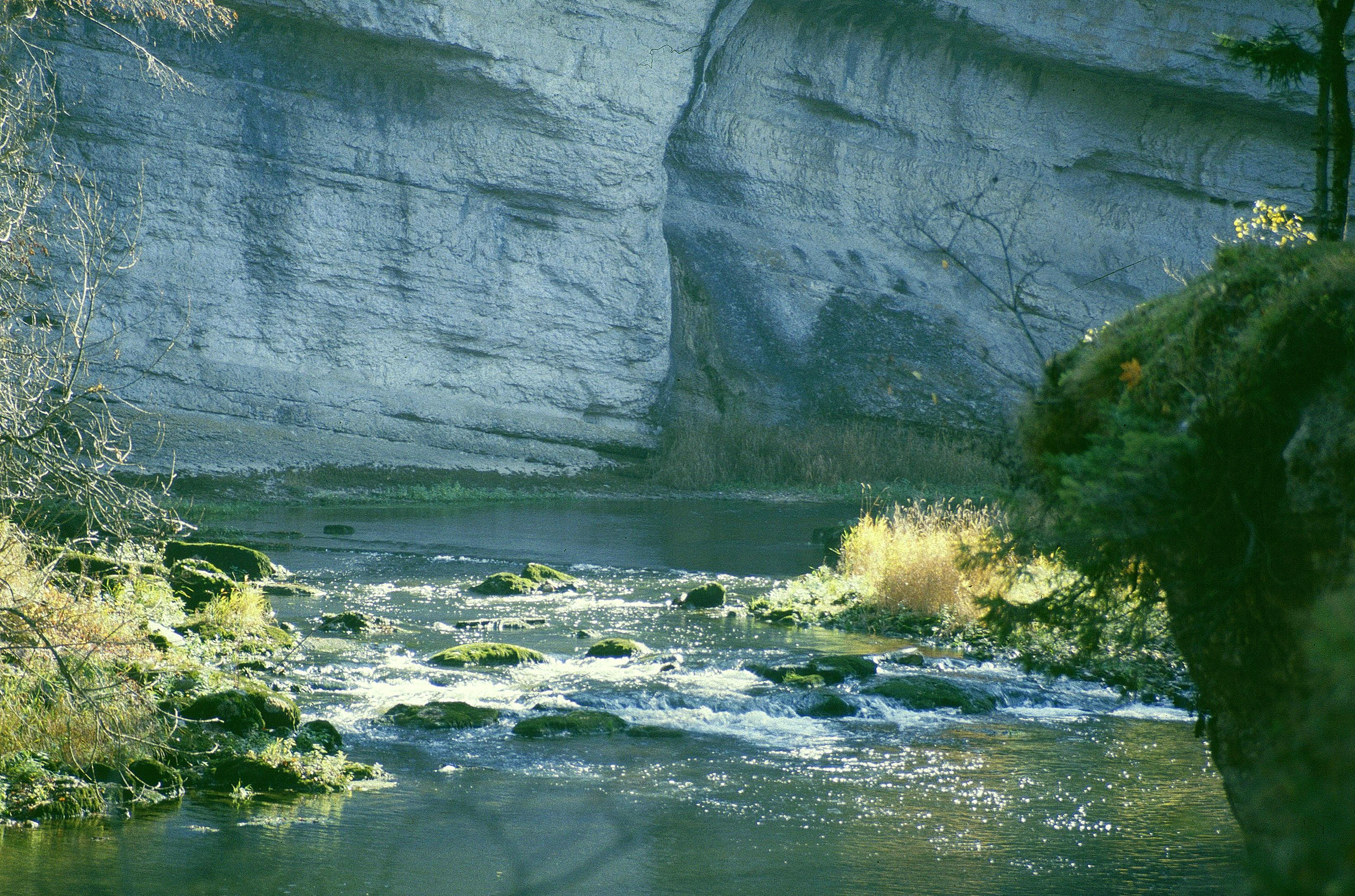
Doubs in der Schlucht Défilé d’Entre-Roches

Pays-de-Montbenoît liegt etwa 13 Kilometer ostnordöstlich von Pontarlier an der Grenze zur Schweiz in der historischen Provinz der Franche-Comté. Gebiete der nördlichen Communes déléguées La Longeville und Ville-du-Pont gehören zum Regionalen Naturpark Doubs-Horloger.
Die Gemeinde erstreckt sich im Jura-Gebirge im Val du Saugets beiderseits des Doubs, der sie von Südwest nach Nordost durchströmt, nördlich der Jurahöhen der Montagne du Larmont. Das Zentrum im Ort Montbenoît befindet sich auf etwa 783 m. Nach Norden erstreckt sich das Gemeindeareal über den sanft ansteigenden Hang von La Longeville, der ein lockeres Gefüge von Wies- und Weideland sowie Wald zeigt, bis auf den angrenzenden breiten Höhenrücken, nach Süden durch die Verlängerung der abgeflachten, stark bewaldeten Antiklinale von Larmont, die hier bis zu 1210 m hoch ist. Die minimale Höhe von Pays-de-Montbenoît wird mit 756 m im Nordosten beim Austritt des Doubs aus dem Gemeindegebiet gemessen.
Teile des Gebiets von Pays-de-Montbenoît gehören zu den ZNIEFF-Naturzonen „Défilés d’Entre-Roches et du Coin de la Roche“ (430007824) und „Les Roches du Cerf et le Bois de Charopey“ (430007822).
Nachbargemeinden von Pays-de-Montbenoît sind Gilley und Les Combes im Norden, Grand’Combe-Châteleu im Nordosten, Les Gras im Osten, die schweizerischen Gemeinden La Brévine und Val-de-Travers aus dem Kanton Neuenburg im Südosten, Les Alliés im Süden, Maisons-du-Bois-Lièvremont im Südwesten und Westen sowie La Chaux im Westen und Nordwesten.

## Sehenswürdigkeiten
| Name                  | Ort           | Bemerkungen                                                                                           | Bild |
| --------------------- | ------------- | --- | ---- |
| Augustinerkloster     | Montbenoît    | 12. Jahrhundert, in Teilen als Monument historique klassifiziert, in restlichen Teilen eingeschrieben |      |
| Schloss Morand Val    | Montbenoît    | 18. und 19. Jahrhundert                                                                               |      |
| Défilé d’Entre-Roches | La Longeville | Schluchtartiger Abschnitt des Doubs                                                                   |      |
| Kapelle Notre-Dame    | Montflovin    | 19. Jahrhundert                                                                                       |      |
| Kapelle Saint-Joseph  | Ville-du-Pont | 17. Jahrhundert                                                                                       |      |

## Sport und Freizeit
Der GR 5, ein transnationaler Fernwanderweg von der Nordsee bis ans Mittelmeer führt entlang des Kamms der Montagne du Larmont.

## Bildung
Die Gemeinde verfügt über eine öffentliche Vor- und Grundschule (École primaire) in La Longeville mit 219 Schülerinnen und Schülern im Schuljahr 2024/2025.

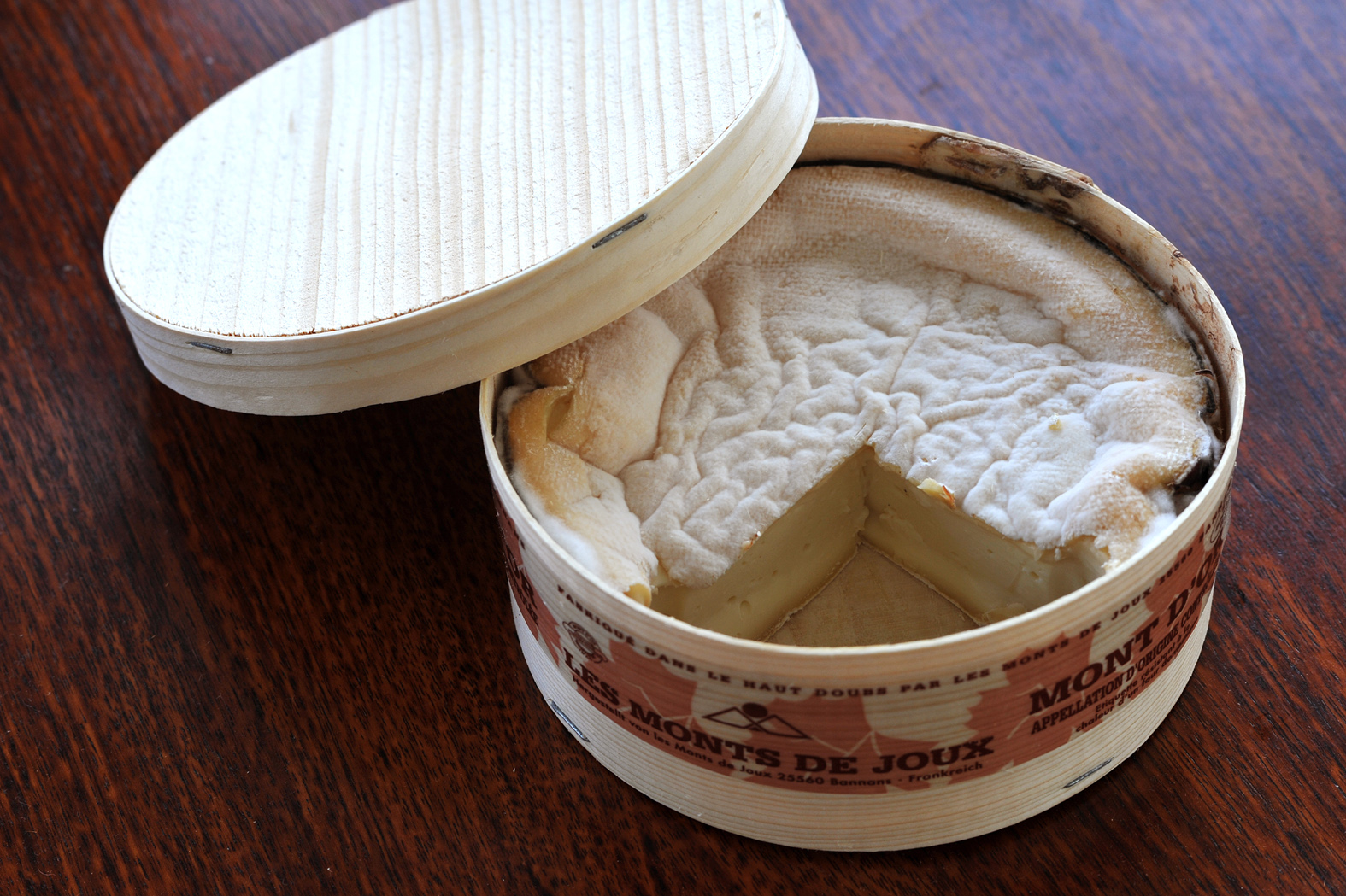
Vacherin du Haut-Doubs in der Reifeschachtel aus Fichtenholz

## Wirtschaft
Pays-de-Montbenoît liegt in den Zonen AOC
- des Holzes des Jura, gewonnen aus Weiß-Tannen oder der Gemeinen Fichte und der Käsesorten
  - Comté, ein Hart-Rohmilchkäse,
  - Vacherin du Haut-Doubs oder auch Mont d’Or, ein Weichkäse aus roher Kuhmilch,
  - Morbier, ein Rohmilchkäse mit einem charakteristischen Streifen aus Pflanzenasche.[5]

Die Orte von Pays-de-Montbenoît waren bis ins 20. Jahrhundert hinein ein vorwiegend durch die Landwirtschaft (Viehzucht und Milchwirtschaft) und die Forstwirtschaft geprägte Dörfer. Daneben gibt es heute verschiedene Betriebe des lokalen Kleingewerbes, vor allem im Bereich des Handwerks und Kunsthandwerks. Viele Erwerbstätige sind auch Wegpendler, die in den umliegenden größeren Ortschaften ihrer Arbeit nachgehen.

## Verkehr
Pays-de-Montbenoît liegt an der Departementsstraße D 437, der ehemaligen Route nationale 437, die von Pontarlier nach Morteau entlang des Doubs führt. Nachgeordnete Departementsstraßen und lokale Landstraßen verbinden die Orte von Pays-de-Montbenoît miteinander und mit den Nachbargemeinden.
Der Betrieb der ehemaligen Eisenbahnlinie von Pontarlier nach Gilley wurde 1988 eingestellt. Die Trasse wird heute als Radweg (Voie verte) genutzt. Busse einer Linie des Transportunternehmens Mobigo der Region Bourgogne-Franche-Comté ersetzen die ehemalige Bahnverbindung mit Haltestellen in Pays-de-Montbenoît.